# Eusuchia
Eusuchia – grupa archozaurów z kladu Crocodyliformes. Według definicji filogenetycznej przedstawionej w 2003 roku przez Christophera Brochu obejmuje ostatniego wspólnego przodka Hylaeochampsa vectiana, krokodyla nilowego, aligatora amerykańskiego i gawiala gangesowego i wszystkich jego potomków. Tradycyjnie Eusuchia były klasyfikowane w randze podrzędu wewnątrz rzędu krokodyli (Crocodylia), jednak obecnie większość naukowców zawęża obszerność kladu Crocodylia do grupy koronowej, czyli obejmującej ostatniego wspólnego przodka krokodyla nilowego, aligatora amerykańskiego i gawiala gangesowego i wszystkich jego potomków, co sprawia, że Eusuchia staje się grupą obszerniejszą niż Crocodylia.
Cechami wiązanymi z przedstawicielami Eusuchia są przodowklęsłe kręgi oraz w pełni wykształcone wtórne podniebienie, tworzone przez kości szczękowe, podniebienne i skrzydłowe. Umożliwia ono krokodylom bezpieczne oddychanie przez nos, podczas gdy reszta ich głowy jest zanurzona w wodzie. Przodowklęsłe kręgi występowały również konwergentnie u bardziej prymitywnych krokodylomorfów. Również cechy podniebienia łączone z Eusuchia pojawiły się wcześniej niż u pierwszych przedstawicieli tego kladu – podniebienie podobne do występującego u przedstawicieli Eusuchia – choć bardziej prymitywne – istniało już u isisfordii, nienależącej do Eusuchia sensu Brochu. W 2008 roku Jeremy Martin i Michael J. Benton przedstawili definicję, według której Isisfordia należałaby do Eusuchia z definicji, jednak nie była ona stosowana przez większość innych badaczy. Monofiletyzm grupy Eusuchia od czasów Huxleya nigdy nie został poważnie zakwestionowany, a taksonomiczna zawartość tego kladu jest jedną z najbardziej stabilnych wśród krokodylomorfów.
|  | Forma z Glen Rose              |
|  |                                |
|  | \| \| Bernissartia \| \| \| \| |
|  |                                |
|  | Bernissartia                   |
|  |                                |

|  | Bernissartia |
|  |              |